# Gray (Haute-Saône)
Gray ist eine französische Stadt im Département Haute-Saône, in der Region Bourgogne-Franche-Comté.

## Geografie
Gray befindet sich in der südwestlichen Ecke des Départements Haute-Saône, knapp an der Grenze der ehemaligen Regionen Franche-Comté und Burgund (frz.: Bourgogne). Die Stadt liegt am kanalisierten Fluss Saône, der in Verbindung mit der Rhone und dem Canal des Vosges (dt.: Vogesenkanal) eine schiffbare Verbindung aus dem Nordosten Frankreichs mit dem Mittelmeer herstellt.

## Geschichte
Im 9. Jahrhundert errichteten die Grafen von Burgund eine Befestigung am Rande eines Plateaus. Bald danach entstand unterhalb der Burg, am Ufer der Saône, eine Stadt. Die Entwicklung von Gray wurde von Otto IV., Pfalzgraf von Burgund, und seiner Gattin, Mathilde von Artois, weiter vorangetrieben. Ihre Tochter, Johanna II. von Burgund, setzte das Werk ihres Vaters fort und ließ die Stadt nach einem Brand im Jahre 1324 wieder aufbauen. Während der inneren Kämpfe unter den Königen Johann II. und Karl V. und dem burgundischen Herzog Philipp dem Kühnen wurde die Stadt zweimal, 1360 und 1384, niedergebrannt. 1479 wurden die Stadt und ihre Schutzmauern vom französischen König Ludwig XI. zerstört.
Das 16. Jahrhundert war ein goldenes Zeitalter für die Stadt, dank der Dynamik des Flusshandels und der kontinuierlichen Anwesenheit einer politischen Elite. Die Renaissancekunst kam auf, die Kirche wurde umgebaut und das Rathaus errichtet. Der deutsche Kaiser Karl V. setzte in Gray seinen Vogt Gauthiot d’Ancier ein.
Im 17. Jahrhundert wurde Gray durch die Verheerungen des Dreißigjährigen und des Holländischen Kriegs schwer geprüft. Am 19. Februar 1668 öffnete die Stadt den Feldherren Ludwigs XIV. ihre Tore, mehr durch Überraschung als durch Waffengewalt bezwungen. Es war der letzte und der damals am besten befestigte der Stützpunkte der Herrschaft der spanischen Linie der Habsburger in der Franche-Comté, die innerhalb von 14 Tagen von den Franzosen eingenommen wurden. Im am 2. Mai 1668 unterzeichneten Aachener Frieden gab Frankreich die gesamte Franche-Comté wieder an Spanien heraus, weil es einerseits den Besitz der Städte und Festungen in Hennegau, Flandern etc. vorzog und weil es andererseits die erfolgreiche künftige Inbesitznahme der Franche-Comté für gesichert erachtete. In der Tat eröffnete König Ludwig XIV. schon 1674 erneut die Feindseligkeiten gegen Kaiser Leopold I. und ließ ein Heer in die Franche-Comté einrücken. Gray war eine der ersten Festungen, die im April 1674 vom Herzog von Novailles eingenommen wurden. Als im Mai Besançon, am 6. Juli Dôle kapituliert hatte, befand sich das ganze Herzogtum im französischen Besitz und blieb es auch im Frieden von Nimwegen (5. Februar 1679). Damit schied Gray aus dem Heiligen Römischen Reich aus und gehört seitdem zu Frankreich. Ludwig XIV. ließ aber bald nach der Eroberung der Stadt die Festungswerke schleifen und Gray wurde eine offene Stadt.
Zahlreiche Klöster ließen sich in Gray nieder. Die Statuette „Jungfrau mit dem Kind“, die aus einem Stück Eiche geschnitzt war, zog zahlreiche Pilger an. Pierre Fourier, der Gründer der Kongregation Notre-Dame, dessen Treue zu den Herzögen von Lothringen es erforderte, ins Exil zu gehen, kam 1636 nach Gray. Er starb hier 1640 und wurde 1730 selig und 1897 heiliggesprochen. Das folgende Jahrhundert brachte Gray seinen verlorenen Wohlstand mit der Wiederaufnahme des Flusshandels zurück. Der wirtschaftliche Aufschwung konkretisierte sich in der Einrichtung der Kaianlagen, Wein- und Getreidelager und Mühlen. Die Entwicklung der Kultur zeigte sich durch den Bau der Bibliothek und des Theaters. Im Deutsch-Französischen Krieg von 1870/71 war Gray von Wichtigkeit für die militärischen Operationen auf dem südöstlichen Schauplatz.

## Bevölkerungsentwicklung
| Jahr                       | 1962 | 1968 | 1975 | 1982 | 1990 | 1999 | 2008 | 2020 |
| Einwohner                  | 6995 | 7789 | 8805 | 7723 | 6916 | 6773 | 6088 | 5560 |
| Quellen: Cassini und INSEE |      |      |      |      |      |      |      |      |

## Sehenswürdigkeiten
- Das Rathaus wurde 1567–1572 im Renaissance-Stil erbaut.
- Die Basilika Notre-Dame aus dem 15.–16. Jahrhundert wurde 1948 durch Papst Pius XII. zur Basilica minor erhoben.
- Das Theater, 1846–1849 erbaut, wurde nach zehnjähriger Schließung im Jahre 2006 wieder eröffnet.

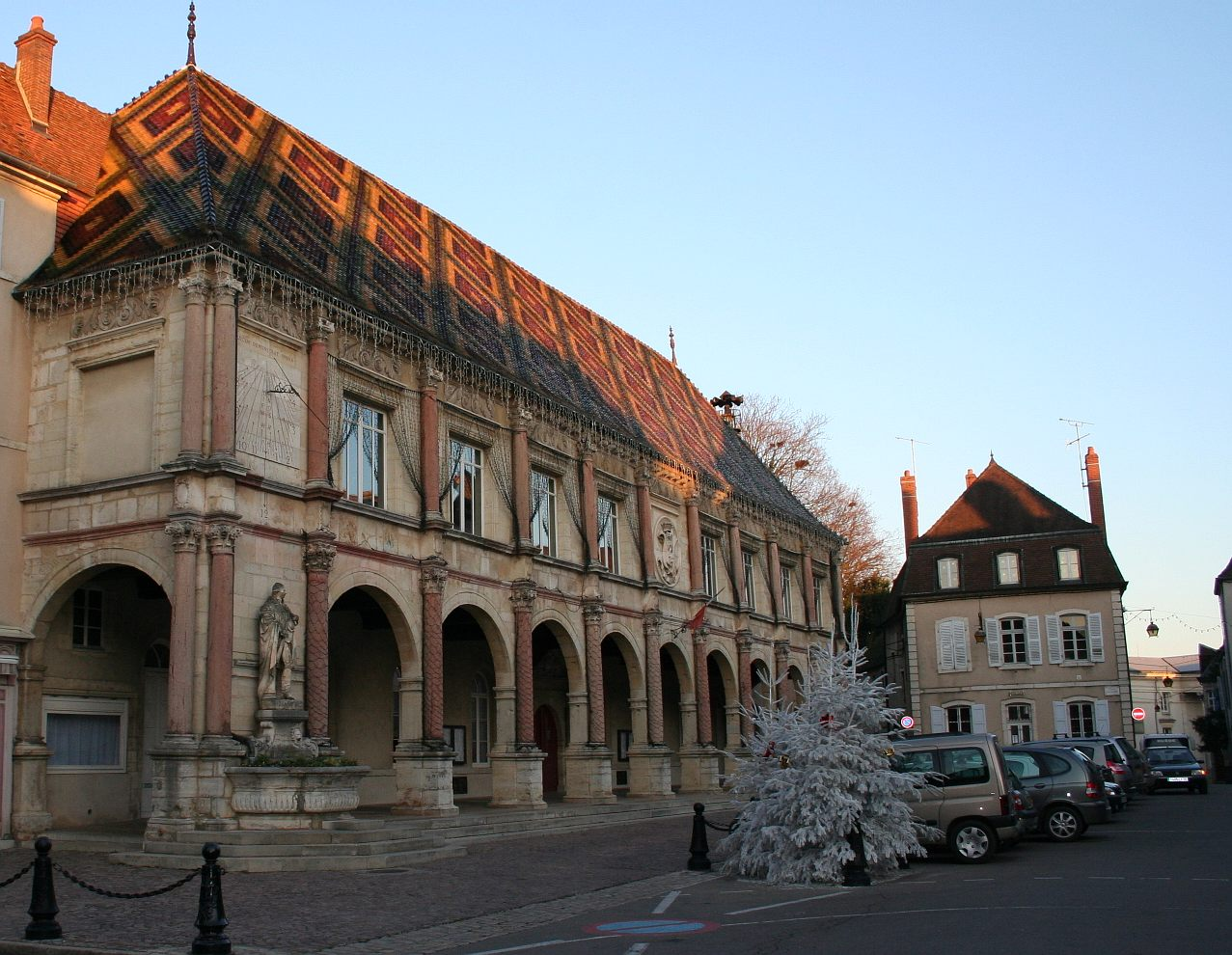
Renaissancefassade des Rathauses
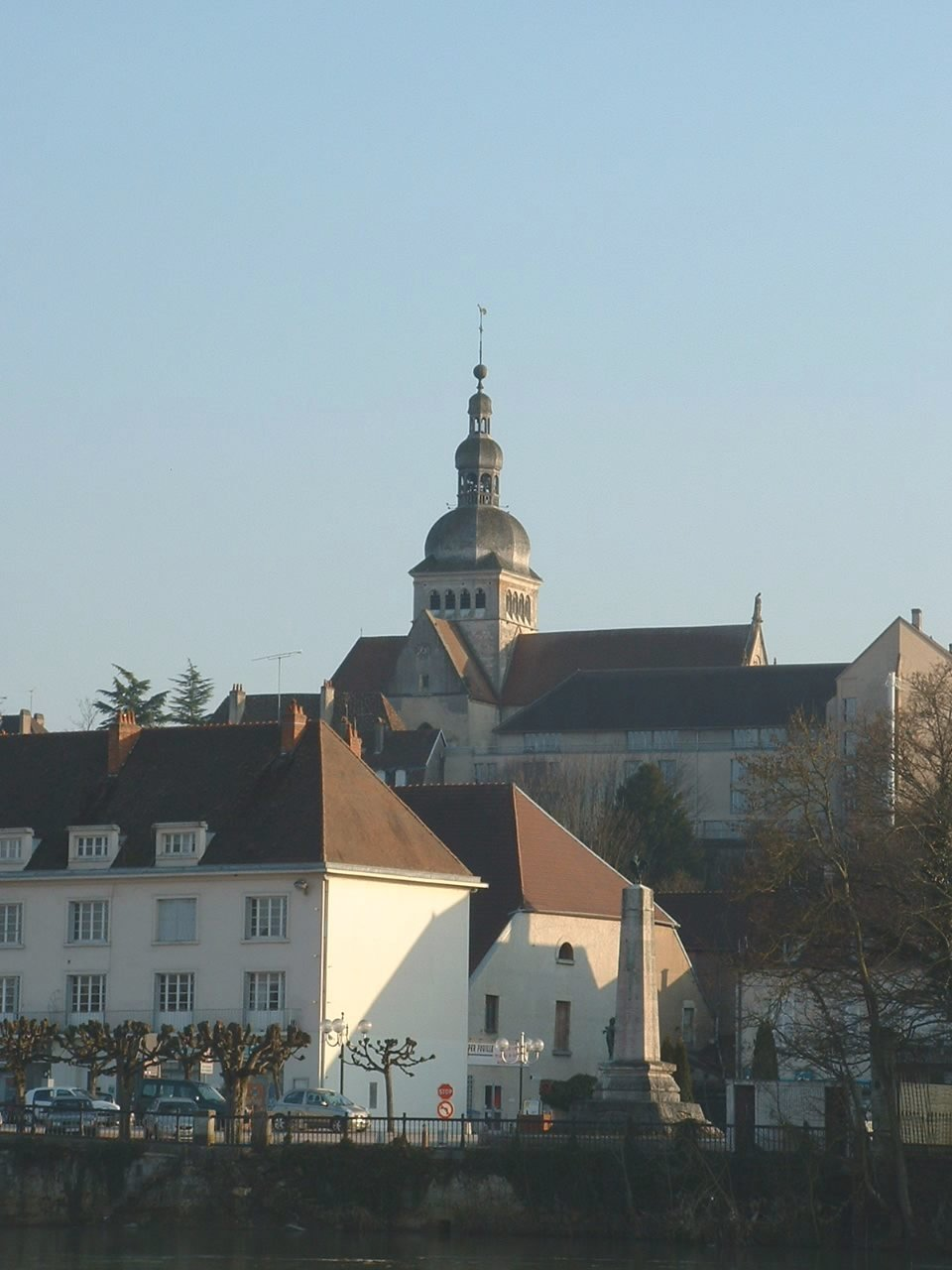
Basilika – Ansicht vom Flussufer
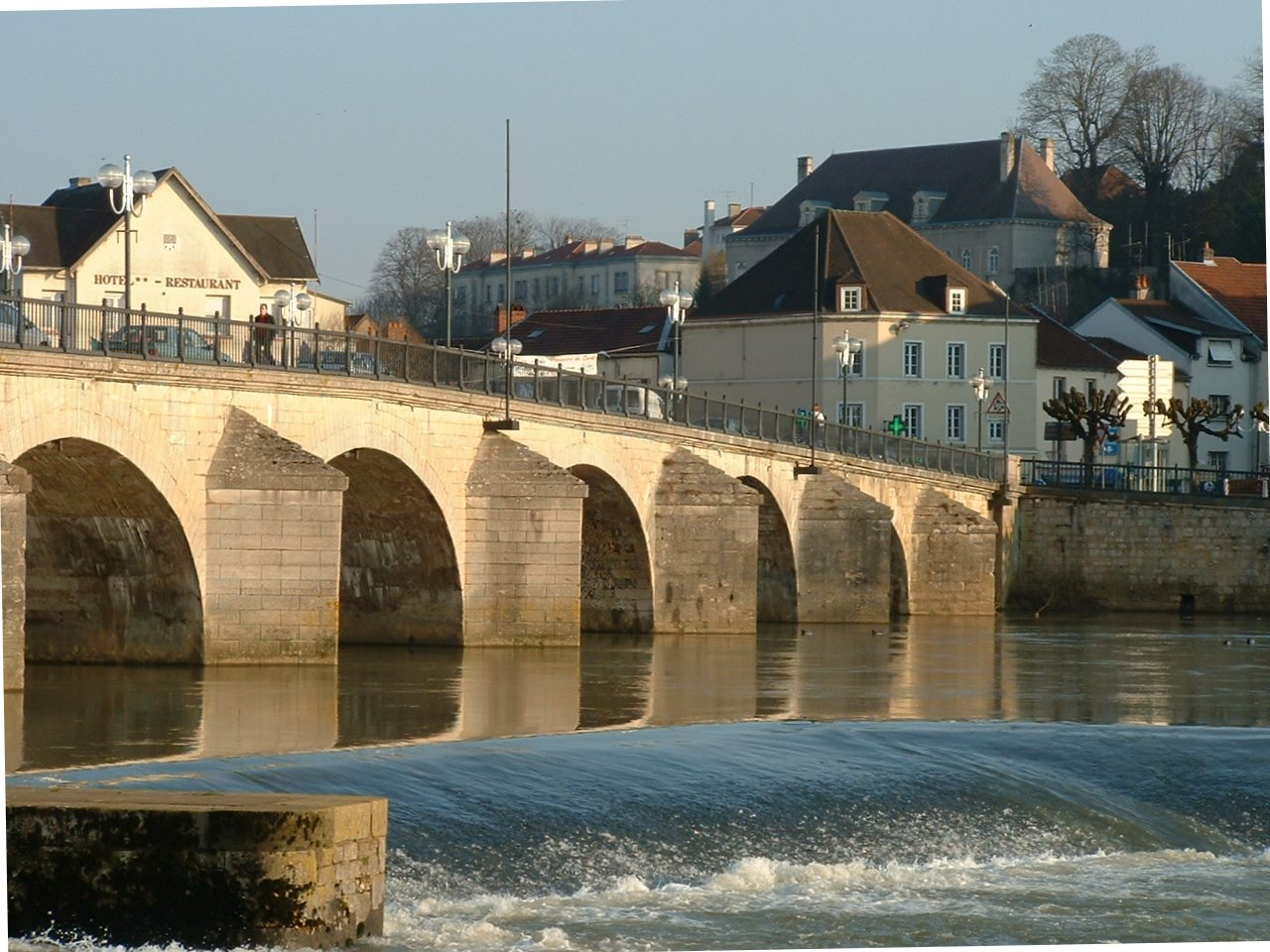
Brücke über die Saône
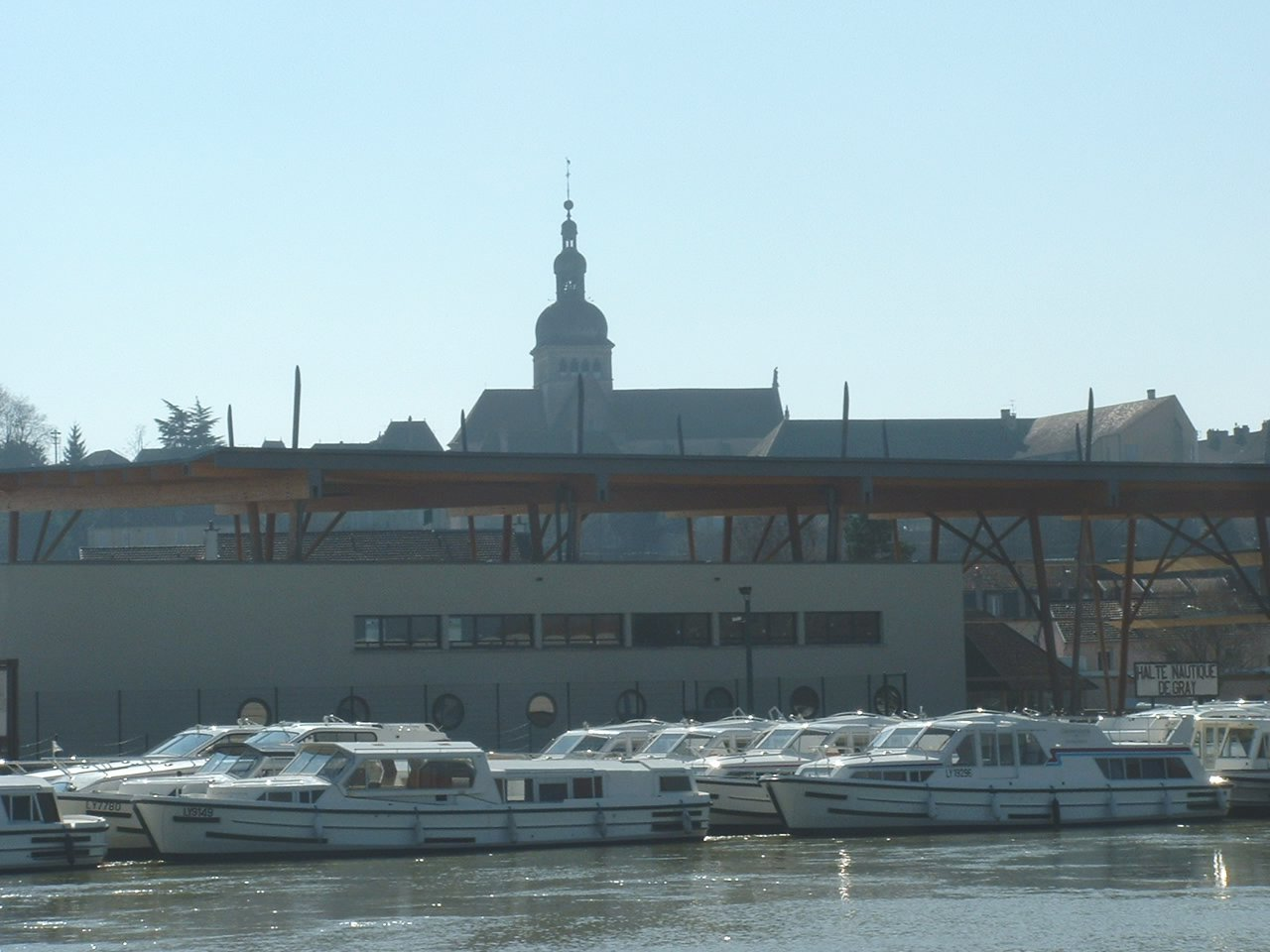
Marina an der Saône

## Städtepartnerschaft
- Gray ist seit 1984 mit der deutschen Stadt Müllheim im Markgräflerland in Baden-Württemberg verschwistert.

## Persönlichkeiten
- Jean-Baptiste Romé de L’Isle (1736–1790), französischer Mineraloge
- Antoine-Augustin Cournot (1801–1877), französischer Mathematiker und Wirtschaftstheoretiker
- Edmond Bour (1832–1866), Mathematiker und Ingenieur
- Moïse Lévy (1863–1944), französischer Politiker
- Marie-Odile Goulet-Cazé (1950–2023), Philologin und Philosophiehistorikerin